# RAF-10
Der RAF-10 (russisch РАФ-10), häufig auch mit dem Beinamen „Festival“ (russisch Фестиваль) bezeichnet, war der erste in Serie gefertigte Kleinbus aus der sowjetischen Rigaer Autobusfabrik (RAF). Das Fahrzeug wurde von 1957 bis 1959 produziert, parallel wurde der kleinere RAF-08 entwickelt, der aber ein Prototyp blieb. Der RAF-10 basierte technisch auf dem Personenwagen GAZ-M20 Pobeda und nutzte von ihm Antrieb und Fahrwerk. Als die Produktion des Pobedas im Jahr 1958 gestoppt wurde, wurde die Entwicklung eines Nachfolgers für den Bus notwendig. Noch im gleichen Jahr begann in kleinen Stückzahlen die Fertigung des RAF-977, der im Anschluss fast 20 Jahre lang der wichtigste Kleinbus in der Sowjetunion bleiben sollte.

## Fahrzeuggeschichte
Die spätere Rigaer Autobusfabrik nahm ihren Betrieb 1949 auf und begann spätestens 1953 mit der Fertigung hölzerner Karosserien für Minibusse. Basierend auf diesen Erfahrungen wurde ab 1955 der RAF-251 mit 22 Sitzplätzen gebaut. In den darauf folgenden Jahren begann man mit der Entwicklung von Kleinbussen. Das erste Modell war der RAF-10, der das Fahrgestell des damals weit verbreiteten Personenwagens GAZ-M20 Pobeda nutzte. Er wurde 1957 der Öffentlichkeit vorgestellt und war damit der erste für den Stadtverkehr konzipierte Kleinbus aus sowjetischer Produktion. Die Entwickler prägten das Wort „Mikroautobus“ in der russischen Sprache für das Fahrzeug, zuvor waren nur Busse auf Lastwagenchassis gebaut worden.
Besonders fielen die geringen Abmessungen des Kleinbusses auf. Obwohl er nur 20 cm länger und wenig breiter als der Pobeda war, konnte er doch zehn Passagiere und den Fahrer transportieren. Mit einem Leergewicht von 1640 kg war er nur 180 kg schwerer als der Personenwagen. Als Zugang zum Passagierraum diente eine zweiteilige Flügeltür hinter der Beifahrertür. Beim Nachfolger wurde sie später durch eine einteilige Tür ersetzt. Der Vierzylinder-Viertakt-Ottomotor mit 2,12 l Hubraum wurde unverändert vom Personenwagen übernommen, ebenso das Dreigang-Handschaltgetriebe. Um die eher geringe Leistung von 52 PS zu kompensieren, wurde die Übersetzung der Hinterachse von 5,12:1 auf 6,11:1 geändert. Dadurch sank allerdings auch die Höchstgeschwindigkeit auf 80 km/h.
Die Serienfertigung des RAF-10 begann noch 1957, gelegentlich wird fälschlich angegeben, es hätte nie eine Serienfertigung gegeben. Da das Werk nicht über Fließbänder verfügte, blieben die gebauten Stückzahlen aber klein. Geplant war, 1958 bereits 1000 Kleinbusse zu produzieren, ob diese Zahl überhaupt insgesamt erreicht wurde, ist ungewiss. Die Optik des Kühlergrills änderte sich mindestens einmal, die frühen Exemplare hatten waagerechte Chromleisten an Stelle eines einfachen Gitters. Bereits 1958 wurde die Serienfertigung des GAZ-M20 Pobeda eingestellt, damit wurde auch eine Neukonstruktion des Kleinbusses notwendig. Noch im selben Jahr wurde mit der Fertigung des nach dem genormten sowjetischen Bezeichnungssystem für Kraftfahrzeuge nun RAF-977 genannten Nachfolgers begonnen, zunächst auch in kleinen Stückzahlen und optisch nur wenig verändert. Die Produktion des RAF-10 endete 1959.
Neben dem RAF-10 hatte es 1958 auch Prototypen eines Achtsitzers mit der Technik des Moskwitsch-407 gegeben, der als RAF-08 „Spriditis“ bezeichnete Wagen wurde aber nicht in Serie gebaut. Auch der ähnliche Moskwitsch-A9 kam nie über Prototypen hinaus. Lediglich das Uljanowski Awtomobilny Sawod fertigte ab 1958 den UAZ-450 in Serie, von dem es auch eine Kleinbusvariante gab. Das Fahrzeug hatte allerdings Allradantrieb. Es ist nicht bekannt, ob ein RAF-10 bis heute erhalten geblieben ist.

## Technische Daten
Für den ab 1957 gebauten RAF-10.
- Motor: Vierzylinder-Reihen-Ottomotor
- Motortyp: „GAZ-20“, aus dem Personenwagen GAZ-M20 Pobeda
- Leistung: 52 PS (38 kW) bei 3600 min−1
- Hubraum: 2,12 l
- Bohrung: 82,0 mm
- Hub: 100,0 mm
- maximales Drehmoment: 123 Nm
- Verdichtung: 6,2:1
- Gemischaufbereitung: Vergaser, Typ K-22E
- Ventilsteuerung: stehende Ventile
- Zündfolge: 1–2–4–3
- Anlasser: ST20B, 1,7 PS Leistung
- Lichtmaschine: G20, 225 W Leistung
- Bordspannung: 12 V
- Getriebe: Dreigang-Schaltgetriebe mit Rückwärtsgang, teilsynchronisiert
- Kupplung: Einscheiben-Trockenkupplung
- Höchstgeschwindigkeit: 80 km/h
- Treibstoffverbrauch: ca. 16 l/100 km
- Reichweite: 400 km
- Antriebsformel: 4×2

Abmessungen und Gewichte
- Länge: 4900 mm
- Breite: 1700 mm
- Höhe: 1900 mm
- Radstand: 2700 mm
- Spurweite vorne: 1364 mm
- Spurweite hinten: 1362 mm
- Wendekreis: 12,8 m Durchmesser
- Sitzplätze: 10+1
- Leergewicht: 1640 kg
- Reifengröße: 6,70-15″
- Anzahl Türen: 2 Passagiertüren + separate Fahrertür